# Marian van de Wal
Marian van de Wal (Vianen, 21 gennaio 1970) è una cantante olandese naturalizzata andorrana.
Ha rappresentato il Principato di Andorra all'Eurovision Song Contest 2005 con il singolo La mirada interior, classificandosi al 23º posto nell'unica semifinale dell'evento e non qualificandosi per la finale.

## Biografia
Nata a Vianen, nella provincia di Utrecht, nel 1999 si trasferì nella città di L'Aldosa, nel Principato di Andorra, iniziando a gestire un piccolo hotel a conduzione familiare.
Nel 2004 si presentò all'Eurocàsting, venendo selezionata come rappresentante del microstato all'Eurovision Song Contest 2005, mentre il 22 gennaio 2005 una giuria di esperti e il televoto hanno selezionato per la partecipazione, fra tre sue canzoni, La mirada interior.
Esibitasi 18ª nell'unica semifinale del concorso, la van de Wal si è classificata 23ª con 27 punti, non qualificandosi per la finale dell'evento.

## Discografia
- 2005 - La mirada interior
- 2007 - Waiting
- 2007 - Breaking